# Danfili
Danfili est un village du Cameroun situé dans le département du Djérem et la Région de l'Adamaoua. Il fait partie de la commune de Ngaoundal.

## Population
Lors du recensement de 2005, le village était habité par 3 659 personnes, 1705 de sexe masculin et 1954 de sexe féminin.